# Мутев, Димитрий
Димитрий Стефанов Мутев (болг. Димитър Мутев; 4 сентября 1812, Калофер, Османская империя — 13 января 1864, Болград) – болгарский писатель
, журналист, переводчик, издатель, педагог, первый учёный-метеоролог Болгарии, доктор наук. Просветитель эпохи Болгарского национального возрождения.

## Биография
Во время русско-турецкой войны (1828-1829) вместе с семьёй переехал в Одессу, где окончил Ришельевский лицей.
Продолжил учёбу в университете Бонна. В 1842 году защитил докторскую диссертацию по физике в Берлинском университете.
После окончания университета жил в Санкт-Петербурге, в 1857 году переехал в Константинополь. Пробуждал в болгарах чувство национальной самостоятельности и отстаивал их права от турок.
Основал журнал «Български книжици», издавал вместе с Драганом Цанковым ежегодник «Месецослов», сделал первый болгарский перевод романа Гарриет Бичер-Стоу « Хижина дяди Тома ».
В 1859 году поселился в Белграде, где был директором местной гимназии.
Написал: «Естественна история».